# Dare (La La La)
«Dare (La La La)»  —conocida en su versión en español como «La, la, la»— es una canción interpretada por la cantante y compositora colombiana Shakira, incluida en su álbum de estudio homónimo Shakira. Fue publicada primero en Italia para la radio de música contemporánea el 28 de marzo de 2014 como el tercer sencillo del álbum y, más adelante, en los Estados Unidos como un paquete de remezclas a través del sello RCA. La composición estuvo a cargo de Shakira, Jay Singh, Lukasz Gottwald, Mathieu Jomphe-Lepine Billboard, Max Martin, Henry Walter, Raelene Arreguin y John J. Conte, Jr., mientras que la producción estuvo a cargo de Shakira, Dr. Luke, J2, Cirkut y Billboard. La canción pertenece al género dance con influencias de ritmos de tambores y world music.
Una versión rehecha del tema titulada «La La La (Brazil 2014)» fue grabada en colaboración con el músico brasileño Carlinhos Brown y publicada el 27 de mayo como la versión para la Copa Mundial de Fútbol de 2014. Era la tercera vez que Shakira cantaba una canción para la Copa Mundial de la FIFA, después de haber interpretado los temas, en versiones tanto en español como en inglés, «Hips Don't Lie - Bamboo» para la Copa Mundial de Fútbol Alemania 2006, y «Waka Waka (This Time for Africa)» que se convirtió en la canción oficial de la Copa Mundial de Fútbol Sudáfrica 2010. La versión fue elogiada por la crítica musical y ha tenido éxito comercial.
Shakira interpretó la canción por primera vez en la ceremonia de clausura de la Copa Mundial de Fútbol de 2014. Fue incluida en un medley junto con «Waka Waka (This Time for Africa)» en todos los conciertos de su gira mundial El Dorado World Tour durante 2018. Nuevamente, la canción fue interpretada como parte del espectáculo de medio tiempo esta vez de la Copa Davis 2019.

## Antecedentes
Tras el éxito de su séptimo álbum de estudio Sale el sol (2010), el 1 de septiembre de 2013, Shakira dio una actualización sobre su nuevo álbum, diciendo: «¡Increíble día en el estudio, 2 años y finalmente me siento tan cómoda en estas canciones como yo en mis pantalones vaqueros rasgados!». En noviembre de 2011 Shakira dijo sobre su octavo álbum: «Ya empecé a escribir nuevo material que he comenzado a explorar en el estudio de grabación cada vez que tengo tiempo en Barcelona y aquí en Miami estoy trabajando con diferentes productores y DJs,.. y trato de alimentarme de eso y encontrar nuevas fuentes de inspiración y una nueva motivación musical. Estoy ansiosa por regresar al estudio. Mi cuerpo lo está pidiendo a gritos». Trabajó con productores como Benny Blanco, DJ Tiesto, RedOne, Max Martin, Dr. Luke, Akon, Fernando Garibay, Ester Dean, Skrillex, The Runners, The Dream y Shea Taylor.
Inicialmente se habló que el primer sencillo del álbum iba a ser «Truth or Dare (On the Dancefloor)», el vídeo musical fue filmado en Lisboa el 29 de junio de 2012. Sin embargo, debido a su embarazo inesperado, se pospusieron los planes.
Peter Edge —director general de RCA Records dijo a Billboard en octubre de 2013: «Hay una nueva canción de Shakira que va a ser un evento único, tenemos la intención de tener un vistazo antes de que finalice el 2013». El 23 de noviembre de 2013, Shakira afirmó que ella está escribiendo las últimas letras para el álbum. En diciembre de 2013, se anunció que el nuevo sencillo de Shakira se había retrasado hasta enero de 2014 y que la artista invitada en la canción es Rihanna. El 8 de diciembre de 2013; Shakira tuiteó: «Acabo de terminar el video de mi primer sencillo con el director Joseph Kahn». El 6 de enero de 2014, tanto Shakira y Rihanna publicaron en sus respectivas cuentas de Twitter que el tema llevaba por nombre «Can't Remember to Forget You», y será lanzado el 13 de enero de 2014. Luego del lanzamiento del primer sencillo del décimo álbum de estudio, se dio a conocer que el álbum será homónimo y saldrá al mercado el 25 de marzo de 2014.
Luego de ese sencillo, se lanzó como segundo sencillo el tema «Empire», para la radio estadounidense se lanzó «Medicine» un dueto con Blake Shelton, seguido del lanzamiento de «Dare (La La La)» para la radio europea y latinoamericana, siendo oficialmente publicada en Italia el 28 de marzo de 2014.

## Composición
«Dare (La La La)», es una canción de género dance, con ritmos brasileños y con influencias de música electrónica escrita por Shakira, Jay Singh, Lukasz Gottwald, Mathieu Jomphe-Lepine, Max Martin y Henry Walter. El tema cuenta con una versión en español, titulada «La, la, la», incluida originalmente en la edición de lujo del álbum y en la versión para España y Latinoamérica.

## Versiones
- «Dare (La La La)»: primera versión en inglés. A febrero de 2024 contabiliza más de 97 millones de reproducciones. Nunca ha sido interpretada en vivo.
- «La, la, la»: primera versión en español. Cuenta con más de 40 millones de vistas para esta versión. Tampoco ha sido interpretada en vivo.
- «La La La (Brazil 2014)» (feat. Carlinhos Brown): versión en inglés con la colaboración del brasileño Carlinhos Brown para el mundial de fútbol Brasil 2014. En el canal de Shakira cuenta con más de 1,308,396,181 vistas, convirtiéndose así en su tercer video de su canal en sobrepasar los mil millones de reproducciones.
- «La, la, la (Brasil 2014)» (con Carlinhos Brown): versión en español para el mundial de fútbol Brasil 2014. Esta versión en español cuenta con más de 242 millones de vistas en la plataforma de YouTube.

## Vídeos musicales
El primer vídeo musical de «Dare (La La La)», fue filmado en la ciudad de Lisboa, en Portugal, el 29 de junio de 2012, ese se estrenó el 7 de mayo de 2014 a través del canal VEVO de Shakira en Youtube.
El segundo vídeo musical correspondiente a la versión para el Mundial, fue dirigido por Jaime de Laiguana y fue estrenado el 22 de mayo de 2014. Este fue producido con Activia en apoyo del Programa Mundial de Alimentos. Shakira y Activia también estarán donando fondos para apoyar el programa. El 30 de mayo de 2014, se estrenó la versión en español del vídeo. El vídeo se centra en un ambiente surrealista, que tiene la influencia de la herencia afro-brasileña con la imaginaría tribal, la combinación de capoeira y fútbol, como una «muestra de atletismo artístico». Durante el vídeo Shakira se muestra detrás de una pelota, llevaba una falda larga de color negro. Aparece su hijo Milan, quien le da patadas a un balón de fútbol a un elefante, así como otros jugadores de fútbol, sonriendo a la cámara. El vídeo incluye jugadores de fútbol como Lionel Messi, Neymar, Cesc Fàbregas, Sergio Agüero, Radamel Falcao, James Rodríguez, Éric Abidal y el novio de Shakira, el futbolista español Gerard Piqué.

## Certificaciones
| Región         | Proveedor  | Certificación | Ventas Certificadas |
| -------------- | ---------- | ------------- | ------------------- |
| Suiza          | IFPI SUIZA | Oro           | 15,000              |
| Italia         | FIMI       | Platino       | 50,000              |
| México         | AMPROFON   | Oro           | 30,000              |
| España         | PROMUSICAE | 2× Platino    | 80,000              |
| Alemania       | BVMI       | Oro           | 200,000             |
| Estados Unidos | RIAA       | Platino       | 1,000,000           |

## Posicionamiento en listas

### Semanales
| Alemania             | Media Control Charts             | 12  | [ 35 ] |
| Austria              | Ö3 Austria Top 40                | 14  | [ 36 ] |
| Bélgica              | Ultratop 50 — Valonia            | 3   | [ 37 ] |
| Bélgica              | Ultratop 50 - Flandes            | 9   | [ 38 ] |
| Canadá               | Canadian Hot 100                 | 80  | [ 39 ] |
| Colombia             | National Report                  | 3   | [ 40 ] |
| Colombia             | Top 5 Música Anglo               | 1   | [ 41 ] |
| Corea -Sur-          | Gaon International Chart         | 10  | [ 42 ] |
| Dinamarca            | Tracklisten                      | 33  | [ 43 ] |
| Eslovaquia           | Radio Top 100 Chart              | 28  | [ 44 ] |
| España               | Canciones Top 50                 | 2   | [ 45 ] |
| Estados Unidos       | Billboard Hot 100                | 53  | [ 46 ] |
| Estados Unidos       | Dance Club Play Songs            | 1   | [ 47 ] |
| Estados Unidos       | Dance/Electronic Songs           | 5   | [ 48 ] |
| Estados Unidos       | Dance/Electronic Digital Songs   | 6   | [ 49 ] |
| Estados Unidos       | Pop Digital Songs                | 48  | [ 50 ] |
| Estados Unidos       | Latin Pop Songs                  | 2   | [ 51 ] |
| Estados Unidos       | Youtube                          | 1   | [ 52 ] |
| Estados Unidos       | Streaming Songs                  | 18  | [ 53 ] |
| Estados Unidos       | Tropical Songs                   | 22  | [ 54 ] |
| Estados Unidos       | Dance/Electronic Streaming Songs | 3   | [ 55 ] |
| Estados Unidos       | Latin Airplay                    | 5   | [ 56 ] |
| Finlandia            | Finnish Singles Chart            | 7   | [ 57 ] |
| Francia              | French Singles Chart             | 11  | [ 58 ] |
| Grecia               | Greece Digital Songs             | 1   | [ 59 ] |
| Hungría              | Single Top 20                    | 18  | [ 60 ] |
| Hungría              | Stream Top 10                    | 8   | [ 60 ] |
| Irlanda              | Irish Singles Chart              | 53  | [ 61 ] |
| Italia               | Italian Singles Chart            | 3   | [ 62 ] |
| Líbano               | The Official Lebanese Top 20     | 7   | [ 63 ] |
| México               | Mexican Airplay                  | 6   | [ 64 ] |
| Países Bajos         | Mega Single Top 100              | 61  | [ 65 ] |
| Polonia              | Polish Airplay Top 20            | 9   | [ 66 ] |
| Polonia              | Dance Top 50                     | 1   | [ 67 ] |
| Reino Unido          | UK Singles Chart                 | 106 | [ 68 ] |
| República Checa      | Radio Top 100 Chart              | 22  | [ 69 ] |
| República Dominicana | Pop - Monitor Latino             | 2   | [ 70 ] |
| Suiza                | Schweizer Hitparade              | 3   | [ 71 ] |
| Suiza (Romandía)     | Les charts de la Suisse romande  | 1   | [ 72 ] |
| Venezuela            | Reportland Top 50                | 5   | [ 73 ] |

## Sucesiones
| Predecesor: «Let It Go» de Demi Lovato «Hangover» de PSY con Snoop Dogg | Youtube Songs — N.° 1 7 de junio de 2014 — 28 de junio de 2014 5 de julio de 2014 — | Sucesor: «Hangover» de PSY con Snoop Dogg Indefinido |
| Predecesor: «Happy» de Pharrell Williams                                | Digital Songs — N.° 1 7 de junio de 2014 — 18 de julio de 2014                      | Sucesor: «Waves» de Mr. Probz                        |
| Predecesor: «Summer» de Calvin Harris                                   | Top 5 Música Anglo — N.° 1 16 de junio de 2014 —                                    | Sucesor: Indefinido                                  |
| Anterior: «A Sky Full of Stars» de Coldplay                             | Billboard Dance Club Songs — N.° 1 19 de julio de 2014                              | Siguiente: «Knock You Out» de Bingo Players          |